# Daniel Salazar (Fear the Walking Dead)
Daniel Salazar es un personaje ficticio en la primera, segunda, tercera, quinta y sexta temporada de la serie de televisión Fear the Walking Dead, interpretado por el actor panameño Rubén Blades. El personaje fue creado por Robert Kirkman, Dave Erickson y el guionista Marco Ramírez.

## Biografía del personaje
Daniel es un hombre muy inteligente, cariñoso, cauteloso y formidable que es un sobreviviente fuerte y decidido. El pasado de Daniel como agente secreto de la Junta salvadoreña y la CIA ha revelado que es un asesino altamente entrenado, habiendo matado directamente a 100 personas él mismo (y muchas más asesinadas indirectamente). Su entrenamiento y habilidades de supervivencia lo han convertido en un formidable combatiente. Es muy hábil con las armas de fuego y el combate cuerpo a cuerpo. También se demuestra que Daniel es un torturador hábil con un amplio conocimiento de las técnicas de interrogatorio y está dispuesto, aunque a regañadientes, a utilizar esta habilidad cuando siente que es necesario para sobrevivir. Sin embargo, Daniel no parece estar satisfecho con las atrocidades pasadas que ha cometido o se vio obligado a cometer y lamenta ser el monstruo en el que se vio obligado a convertirse. A pesar de su pasado asesino, Daniel ha demostrado que se preocupa por su familia más que por cualquier otra cosa y es un esposo y padre amoroso que prometió darle a su hija la mejor vida posible en los Estados Unidos. Le ocultó la verdad de su vida pasada y se ocupó del trauma en privado con el apoyo de su esposa. Se demostró que Daniel estaba devastado por la pérdida de su amada esposa, el ancla que lo mantenía estable. Posteriormente se desquició por un tiempo y casi se suicida. Daniel es extremadamente cauteloso con aquellos en los que no confía y parece ser muy hábil para identificar una amenaza potencial a partir del lenguaje corporal y las señales sociales.

### Temporada 1
Mientras se desata un motín afuera, una turba prende fuego a la tienda contigua a la barbería, lo que obliga a los Salazar y los Manawa a huir. El grupo llega al camión de Travis y escapa, pero no antes de que Griselda resulte herida por un andamio que se derrumba. Incapaz de llegar al hospital, el grupo se dirige a la casa de Madison. Nick lleva a Madison y Alicia a la casa de los Tran de al lado, donde toman una escopeta. Travis llega y es atacado por un zombificado Sr. Dawson, quien es asesinado a tiros por Daniel. Las tres familias deciden pasar la noche y evacuar por la mañana. La enfermera Liza atiende el pie lesionado de Griselda, pero señala que Griselda morirá si no la trata un médico. Ofelia le dice a Daniel que deben huir con Travis, pero Daniel insiste en que su familia puede sobrevivir sola y se unirá a su primo más tarde. A la mañana siguiente, cuando los Clark y los Manawa comienzan a alejarse, llega la Guardia Nacional y pone en cuarentena el bloque. Mientras Travis dice: "Todo va a mejorar", Daniel se lamenta de que sea "demasiado tarde" mientras observa a un guardia marcar la casa vecina. Días después de que la Guardia Nacional pone en cuarentena el vecindario en una Zona Segura, los residentes intentan vivir normalmente. Las tensiones se acumulan bajo el régimen militar. Ofelia besa a Adams, quien no pudo conseguir la medicina de Griselda. Se escabulle fuera de la cerca para investigar y encuentra evidencia de que los guardias mataron a civiles, incluso a los que no estaban infectados. Daniel advierte a Madison de su experiencia en El Salvador, cuando los enfermos fueron llevados con el pretexto de ser hospitalizados, pero en cambio van a ser asesinados. Los soldados llevan a Griselda y Nick a un hospital, pero la familia de Nick protesta por su partida. Liza accede a ir a ayudar al equipo médico, a pesar de no querer dejar a su hijo. Travis se retira al techo y ve la señal de la Zona Muerta. Segundos más tarde, ve y oye disparos, seguidos de oscuridad. Madison descubre que Daniel detiene a Adams en el sótano de los Tran. Travis se entera de que Daniel torturó a Adams para que revelara lo que significa "Cobalt": por la mañana, todos los civiles serán asesinados y los guardias evacuarán la ciudad. Griselda muere de shock séptico en el hospital; Liza dispara a su cerebro para evitar la reanimación. Daniel visita un estadio deportivo cercano para verificar la historia de Adams de que fue sellado con 2,000 civiles ahora zombificados adentro. El grupo se dirige a la sede de la Guardia Nacional para rescatar a Liza, Griselda y Nick. Adams acepta ser su guía cuando Travis lo deje ir. El grupo se infiltra en la base después de que Daniel distrae a los guardias liderando una horda de infectados de la arena. Travis, Madison, Daniel y Ofelia entran, mientras que Alicia y Chris se quedan atrás. Mientras tanto, los caminantes rompen las defensas del perímetro y pululan por la base. El grupo de Travis llega a las celdas de detención y libera a los detenidos antes de reunirse con Nick, Liza y Strand. Intentan escapar a través de la sala médica, donde descubren que la Dra. Exner ha sacrificado a todos los pacientes. La Dra. Exner les habla de una ruta de escape antes de su presunto suicidio. Antes de que puedan escapar, el grupo se encuentra con Adams, quien dispara a Ofelia en el brazo. Enfurecido, Travis golpea brutalmente a Adams y lo deja por muerto. Strand lleva al grupo a su mansión junto al mar.

### Temporada 2
El grupo evacúa a "Abigail" mientras los militares bombardean Los Ángeles, en un intento por contener el brote. En el mar, el grupo se encuentra con otro barco lleno de supervivientes, pero Strand se niega a recogerlos. Strand informa al grupo que se dirigen a San Diego.
El grupo atraca en una isla cercana para escapar de la persecución del barco desconocido. Pronto tienen que irse porque George envenenó a toda su familia como parte de un pacto suicida y el grupo se ve obligado a dejar los restos de la familia de George en la isla. De repente, un repentino ataque de bandidos puso en peligro la vida de todos, Daniel y el grupo fueron tomados por sorpresa y amarrados, quedando a merced de Reed quien lideraba este grupo, este no mostró escrúpulos a la hora de actuar y empezó a lastimar a Ofelia por diversión. Buscando una forma de cambiar la situación a su favor, intentó liberarse de sus ataduras, mientras Madison distraía a la mujer tirana que los vigilaba. Daniel, como el resto de sus compañeros, finalmente conoció al líder del grupo; Connor, quien no solo decidió llevarse a Travis y Alicia con él, sino que también les informó a todos que serían despojados del barco y abandonados en la orilla. Afortunadamente, la intervención del compañero de Strand -Luis Flores- inició un tiroteo que acabó con la mayoría de los piratas y creó una distracción, que Daniel aprovechó para desarmar a Reed y conseguir que fuera herido de muerte. Daniel trata la herida que Reed sufrió con la palanca. Reed le dice a Daniel que su hermano, Connor, tiene una docena de hombres y cinco botes y vendrá a buscarlo. Daniel deja a Reed atado en una silla. Daniel acepta dejar que Chris se pare fuera de la puerta de Reed y le explica a Ofelia que es mejor que dejar a Chris solo para tener pensamientos oscuros. Daniel le dice a Madison que pueden usar la relación de Reed con Connor como palanca sobre Connor, Daniel escucha el plan de Luis y Strand sobre cómo cruzar la frontera y le aconseja a Madison que deje que Nick y Chris ayuden a luchar contra el grupo de Connor, instándola a dejar de tratarlos como niños. Madison ignora su consejo. Cuando Reed se zombifica. Daniel lo inmoviliza contra una pared. Daniel coloca una capucha sobre la cabeza de Reed, ideando un plan para usar al reanimado Reed. "Toma el arma, Daniel", dice una voz, pero la habitación está vacía. Sale de su aturdimiento cuando llega Ofelia, y juntos escoltan a Reed fuera de la habitación para entregar a los piratas y logran salvar a Alicia y Travis con éxito. Cuando logran llegar a la mansión de Thomas Abigail, en el Valle de Guadalupe, Baja California, Daniel descubre que Celia guarda en el sótano a los familiares muertos del complejo.
Daniel también estaba siendo perseguido por las alucinaciones de su esposa muerta y finalmente, prendió fuego a una prisión llena de infectados para honrarla y el fuego se extendió por toda la isla, provocando que desapareciera en el final de mitad de temporada. Este no sería visto por el resto de la temporada.

### Temporada 3
Daniel regresa en el tercer episodio "TEOTWAWKI" después de su desaparición en el final de mitad de temporada de la temporada anterior "Shiva". Visita a Strand en su celda y le pregunta sobre el paradero de Ofelia, Strand miente sobre saber dónde está, sin embargo, Daniel ve a través de sus mentiras y se va. Más tarde ayuda a Strand a salir de su celda después de que Strand lo convence de regresar al hotel, dice que es la última ubicación conocida de Ofelia. Cuando llegan al hotel, es invadido por los muertos, y Daniel toma el vehículo y deja a Víctor allí por volver a mentirle. Daniel ayuda a Dante en la presa, patrullando a la gente que roba agua. Están patrullando el martes a las 5 de la tarde, cuando el agua que lleva Efraim para la gente. Daniel se da cuenta de que están a punto de encontrar el agua y abandona el escondite de Efraim. Dante finalmente captura a Efraim y Daniel comienza a torturarlo para que abandone a sus conspiradores. Incapaz de soportar verlo, Lola se rinde. Dante lleva a todos por la pared de la presa para ejecutarlos y Daniel aprovecha el momento para matar a Dante y sus matones de nivel superior.
Continúa ayudando a Lola hasta el final, cuando Strand hace un trato con los Procuradores para darles la presa y Strand el control de ella. A través de una serie de eventos cada vez mayores, Nick hace explotar la presa con él, los Proctors y Daniel en ella. No averiguamos qué le pasa a Daniel.

### Temporada 5
En "Here to Help," después de sufrir un accidente de avión, Althea llama a Victor Strand para que busque en sus cintas con una etiqueta de nombre "Skidmark", indicando que el hombre en cuestión posee otro avión que puede usar para rescatarlos. Para sorpresa de Strand, Skidmark resulta ser Daniel Salazar, desaparecido desde la destrucción de la presa Gonzales años antes. Strand detiene el video y mira con absoluta incredulidad a su viejo amigo.

## Desarrollo y recepción

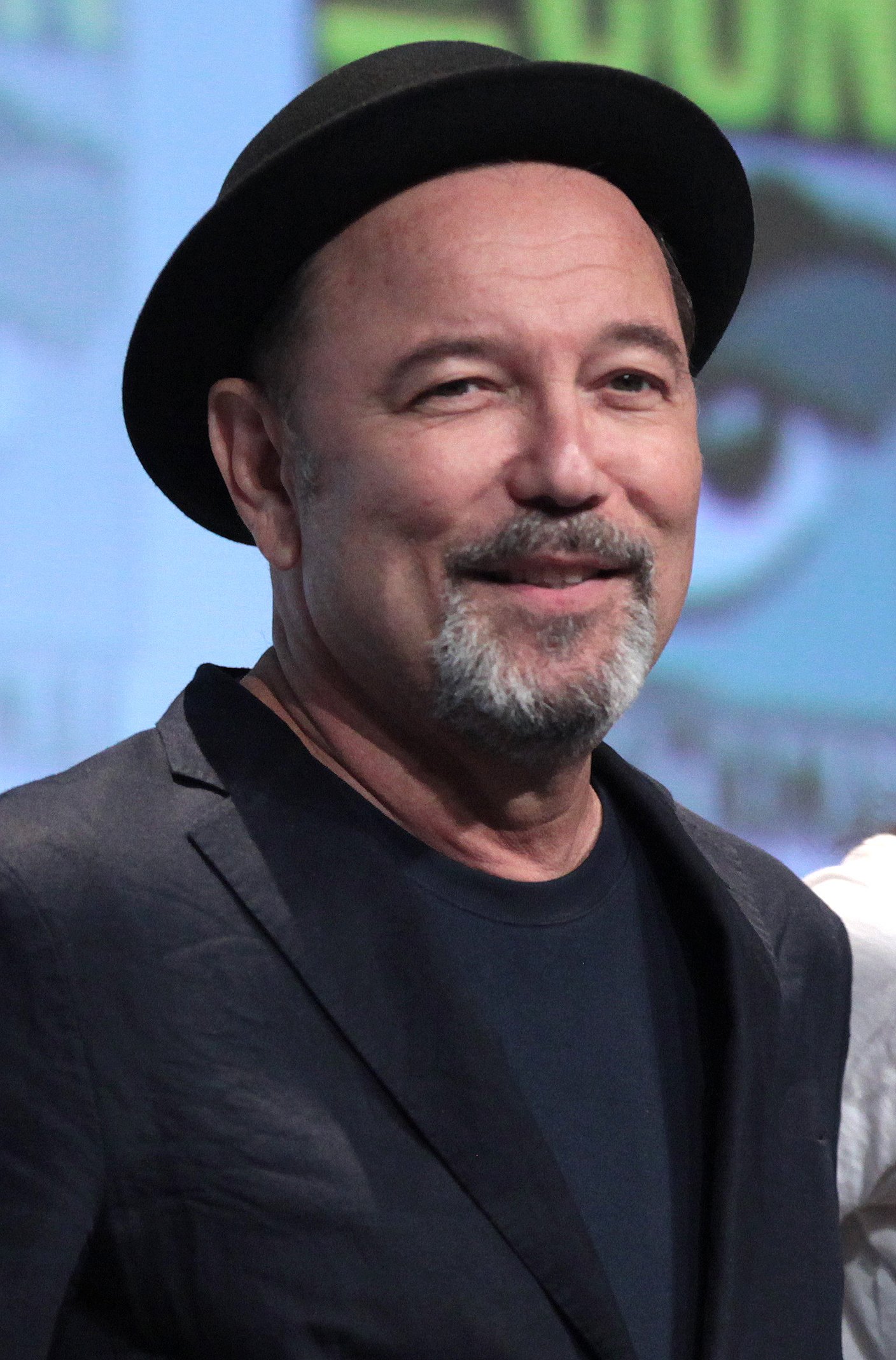
Daniel es interpretado por Rubén Blades (en la foto)

Daniel hizo su debut en "So Close, Yet So Far". Daniel regresa en el episodio de la tercera temporada "TEOTWAWKI" después de ser dado por muerto, Matt Fowler de IGN declaró: "El regreso de Daniel en ese compás final fue un buen toque y estoy feliz de ver a Rubén Blades de nuevo en el programa."
El episodio de la tercera temporada "100" que se centró en Daniel, recibió elogios de la crítica. Matt Fowler de IGN le dio al episodio una calificación de 9/10, indicando; "" 100 "se sintió fresco e inmediato y, por primera vez, a pesar de que solo se centró en un personaje principal, Fear the Walking Dead se sintió totalmente como su propio esfuerzo único. El mismo universo que la serie original, seguro, pero con vitalidad diferentes perspectivas, ángulos y objetivos. Respondió a la pregunta recurrente "¿Por qué tener otro programa de Walking Dead?", ya que Daniel se salvaba constantemente mientras se le colocaba constantemente en situaciones en las que se le pedía que hiciera daño a personas inocentes. incluso tenía una gran deuda con. Era impresionante y Ruben Blades era fascinante."
En diciembre de 2018, se informó que Rubén Blades regresaría en la quinta temporada como Daniel Salazar. En el episodio de estreno de la temporada, Daniel hace un segundo regreso al programa después de ser dado por muerto en el final de la tercera temporada.